# Jaana Pelkonen
Jaana Pelkonen, finska televizijska voditeljica in fotomodel; * 2. januar 1977, Lahti, Finska.
Na Finskem je zaslovela zlasti kot voditeljica oddaj Tilt in FarOut. Dvakrat doslej je že vodila finski nacionalni izbor za Pesem Evrovizije, skupaj z Mikkom Leppilampijem pa je vodila tudi Pesem Evrovizije 2007 v Helsinkih .
Jaana študira sociološke vede na Univerzi v Helsinkih.
1. ↑  Person Profile // Internet Movie Database — 1990.
2. 1 2  https://www.eduskunta.fi/FI/kansanedustajat/Sivut/1098.aspx
3. ↑  Česko-Slovenská filmová databáze — 2001.